# Levantamiento mapuche de 1881
El levantamiento mapuche de 1881 fue la última gran rebelión de los mapuche de la Araucanía. El levantamiento tuvo lugar durante la última fase de la ocupación de la Araucanía (1861-1883) por el Estado Chileno. El levantamiento fue planeado por los jefes mapuche en marzo de 1881 para hacerse efectivo en noviembre del mismo año. El apoyo mapuche para el levantamiento no fue unánime, ya que, algunas facciones del pueblo se pusieron del lado de los Chilenos y otras se declararon neutrales. Sin embargo, los organizadores del levantamiento lograron involucrar a facciones españolas del lado de los mapuches que no habían estado previamente en guerra contra la independencia de Chile. El levantamiento de 1881 podría considerarse el clímax de las hostilidades Chileno-mapuche durante la Ocupación de la Araucanía.

## Antecedentes

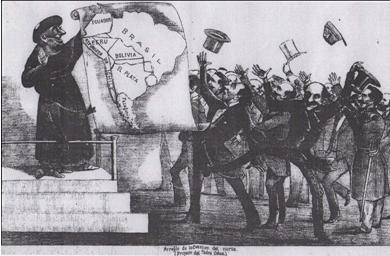
La revista satírica de El Padre Cobos de 1881 muestra las ambiciones expansionistas del Estado chileno para la década de 1800, que incluía la parte occidental del entonces Perú ocupado (país con quien Chile mantenía una guerra abierta en su territorio) pero excluía la parte meridional del actual Chile al que solo se refería como Patagonia, porque el Estado chileno carecía de control efectivo de esa zona.

En el siglo XIX Chile experimentó una rápida expansión territorial. Chile estableció una colonia en el Estrecho de Magallanes en 1843, estableció Valdivia, Osorno y Llanquihue con los inmigrantes alemanes y conquistó tierras de Perú y Bolivia. Más tarde Chile también anexó la Isla de Pascua. En este contexto la Araucanía comenzó a ser conquistada por Chile debido a dos razones. En primer lugar, el estado de Chile tenía como objetivo la continuidad territorial y, en segundo lugar, fue el único lugar donde se expandió la agricultura chilena.
Entre 1861 y 1871 Chile incorporó varios territorios mapuche en la Araucanía. En enero de 1881, habiendo derrotado decisivamente a Perú en las batallas de Chorrillos y Miraflores, Chile retomó la conquista de la Araucanía.
Las campañas del ejército argentino contra los mapuches en el otro lado de la cordillera de los Andes empujaron en 1880 a muchos mapuches a la Araucanía. Pehuenche, jefe de Purrán fue tomado prisionero y el ejército argentino penetró en el valle de Lonquimay, que Chile consideraba parte de su territorio legal. El rápido avance argentino alarmó a las autoridades chilenas y contribuyó a los enfrentamientos chileno-mapuche de 1881.

### Abusos contra los mapuches
Durante el período posterior a la guerra de 1871 los mapuches en las partes ocupadas de Chile sufrieron muchos abusos e incluso asesinatos de colonos y militares chilenos. Uno de los casos más notables fue el asesinato de Domingo Melín en 1880 por elementos del ejército chileno.

[los chilenos] violaron y mataron a mis mujeres y asesinaron a mis hijos y empalaron a mis mujeres. ¿Cómo es que usted, Coronel, no quiere que tome las armas cuando me han tratado de esta manera?
Un jefe mapuche a Gregorio Urrutia después del levantamiento

## Eventos previos al levantamiento
En enero de 1881, los mapuches de la zona de Malleco se levantaron contra la ocupación chilena. La ciudad y las fortificaciones de Traiguén, Lumaco y Collipulli fueron atacados. En respuesta, el estado chileno lanzó una campaña masiva no sólo para defender las fortalezas y los asentamientos, sino también para empujar la frontera desde el río Malleco hasta el río Cautín. El ministro del Interior, Manuel Recabarren, fue nombrado por el presidente Aníbal Pinto para supervisar el proceso de la ciudad de Angol. El coronel chileno Gregorio Urrutia fue convocado desde la Lima ocupada a la Araucanía para hacerse cargo del Ejército del Sur.
Mucho de los armamentos y municiones capturadas del Ejército del Perú durante la ocupación militar chilena del país del norte, fue trasladado a la zona del conflicto mapuche para ser utilizado en la guerra del Estado chileno.

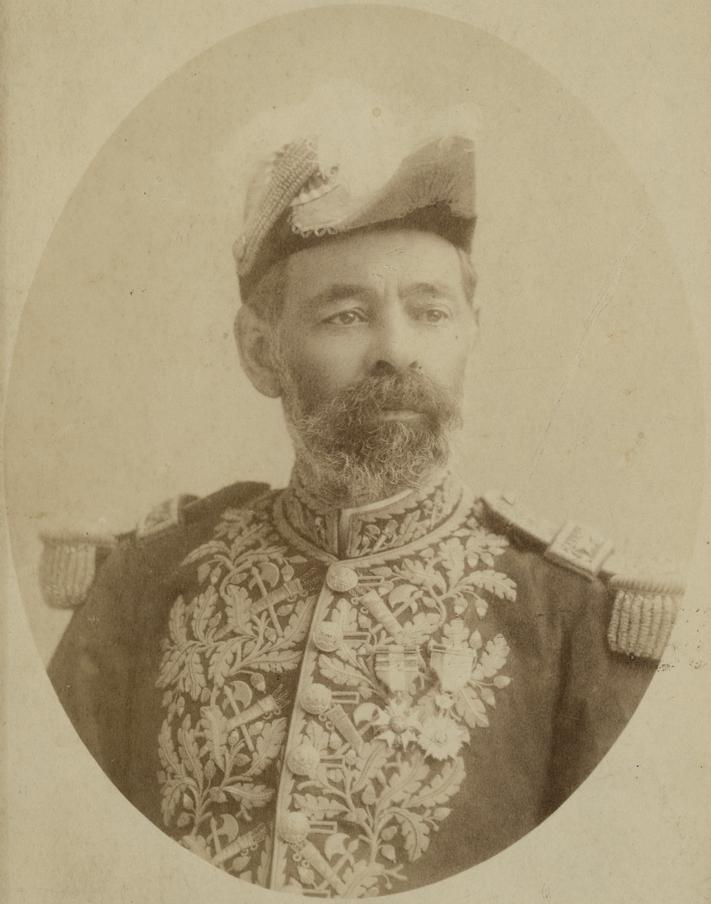
Gregorio Urrutia comandó el Ejército del Sur, llamado a sofocar el levantamiento de 1881.

Recabarren dirigió personalmente una gran columna que estableció los fuertes de Quillem, Lautaro y Pillanlelbún. En este último lugar, algunos jefes mapuche se acercaron a Recabarren y le pidieron que no avanzara más allá del río Cautín. Recabarren respondió diciéndoles que todo el territorio estaba siendo ocupado. En la fundación de Temuco, en la orilla norte del río Cautín, Recabarren se reunió con el jefe Venancio Coñoepán y otros jefes de Choll-Choll que también le pidieron que no avanzase más. El 28 de marzo, Urrutia fundó la ciudad de Victoria a orillas del río Traiguén.
Con el avance chileno hacia el río Cautín, una pequeña cadena montañosa llamada Cadena de Ñielol siguió siendo el foco de la resistencia mapuche desde donde los guerreros realizaban incursiones de saqueo o ataques contra objetivos vulnerables. Para terminar esta actividad, Gregorio Urrutia estableció un fuerte en las cercanías.
Inicialmente, los mapuches ofrecieron poca resistencia al avance chileno en el río Cautín. Recabarren que los mapuches no había reaccionado porque esperaban que la fundación de nuevos fuertes y ciudades iban a ser precedidos por conversaciones de tregua con las autoridades chilenas. Una ola de ataques mapuche comenzó a finales de febrero de 1881, sólo unos días después de la fundación de Temuco en medio de territorio mapuche. El primer gran ataque fue contra una caravana de carros que transportaban soldados heridos desde Temuco al Fuerte Ñielol. La escolta completa de más de 40 soldados y los 96 soldados heridos y enfermos murieron. En respuesta a estos ataques, Urrutia lanzó un ataque sobre los guerreros mapuche de la Cadena Ñielol quemando en su camino más de 500 rucas y capturado a más de 800 caballos y vacas. En el otro lado de la Cordillera, los pehuenches asaltaron en marzo el puesto de avanzada argentino de la ciudad de Chos Malal matando a toda la guarnición de 25-30 soldados.

## Planificación de la revuelta
A mediados de marzo se reunieron Venancio Coñoepán y otros jefes. En dicha reunión, se rechazó el establecimiento de nuevos asentamientos chilenos y los jefes decidieron ir a la guerra. Fijaron el 5 de noviembre como fecha para el levantamiento. Coñoepán se opuso al levantamiento y, según Gregorio Urrutia, desconocía la fecha del levantamiento.

## El levantamiento
Durante el levantamiento se atacaron varios fuertes y pueblos chilenos.

### Quillem y Lumaco
Un grupo de arribanos atacó por error en fecha incorrecta, el 3 de noviembre, el fuerte de Quillem. Este ataque puso en alerta a todas las guarniciones chilenas en la Araucanía, y los colonos se refugiaron en las fortalezas. El 5 de noviembre, 400 guerreros mapuches, supuestamente dirigidos por Luis Marileo Colipí, atacaron el fuerte de Lumaco. Luego de que los refuerzos chilenos llegaron a Lumaco, los mapuches se retiraron y esperaron a escuchar noticias del levantamiento en otros lugares.

### Nueva Imperial
En Nueva Imperial se notaron movimientos mapuche sospechosos el 6 de noviembre y se enviaron telégrafos buscando ayuda de Valdivia y Lebu. La ciudad de Nueva Imperial fue atacada el 7 de noviembre. Los defensores huyeron a las colinas y el asentamiento fue destruido.

### La costa

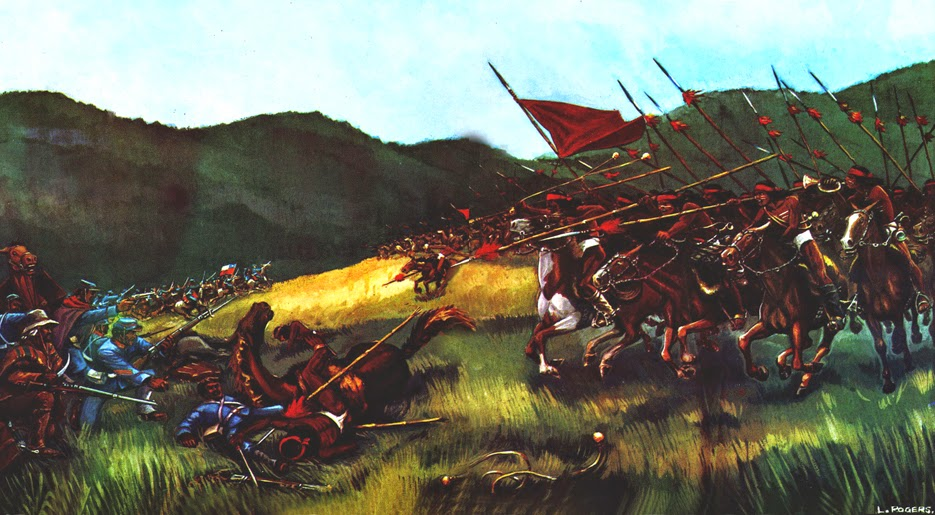
Batalla entre el Ejercito de Chile y mapuches.

En la región costera fue atacada la misión de Puerto Saavedra. La ciudad de Toltén fue defendida por los mapuches del Lago Budi que eran aliados del gobierno de Chile. A pesar de haber quedado fuera de los conflictos en el siglo XIX los costinos se unieron al levantamiento. Los guerreros costinos, después de haber contribuido a la destrucción de Imperial y los combates en Toltén, avanzaron hacia el norte a Arauco. Alrededor de Tirúa, los costinos sufrieron muchas bajas en dos enfrentamientos con un grupo de más de 400 colonos y campesinos armados, además de algunos soldados. 

### Ñielol y Temuco
La mayoría de los enfrentamientos importantes se llevaron a cabo en el fuerte de Ñielol y Temuco, ubicado en el corazón de la Araucanía. Venancio Coñoepán y 60 de sus guerreros recibieron refugio en el fuerte de Ñielol por oponerse al levantamiento. Desde allí Coñoepán contribuyó a la defensa. El levantamiento logró aislar el fuerte pero no tuvo éxito en su ataque el 9 de noviembre. El 10 de noviembre, un refuerzo de mapuches procedentes de Traiguén fue derrotado por las tropas chilenas y se levantó el sitio de Ñielol. Después de ello, las tropas chilenas y los guerreros de Coñoepán fueron enviados a Temuco, que aún estaba bajo sitio. Se ha estimado que el levantamiento mapuche consistió entre 1.400 y 4.000 guerreros mapuche, dependiendo de la fuente. Al mando de las fuerzas chilenas dentro del fuerte de Temuco estaba José M. Garzo. El combate principal en Temuco se produjo el 10 de noviembre cuando parte de las tropas chilenas abandonaron el fuerte de Temuco para perseguir a los mapuches de Truf Truf y Tromell. Los mapuches restantes atacaron sin éxito el fuerte, creyendo que estaba casi vacío. Los defensores usaron el único cañón en el fuerte para disparar proyectiles explosivos contra los atacantes. Alrededor de 400 mapuches murieron o resultaron heridos el 10 de noviembre cerca de Temuco.

## Epílogo
Cuando Gregorio Urrutia llegó a Cholchol el 10 de noviembre, ordenó la construcción de un fuerte en el lugar de la ruca del jefe Ancamilla, que se había unido al levantamiento. Al hacer esto, Urrutia cumplió un antiguo voto:

Si yo, tu amigo, tuviese conocimiento que tú, Ancamilla, estuvieras involucrado en provocaciones y agresiones, te juro que construiré un fuerte sobre tu ruca. Si permaneces tranquilo nadie te tocará.
Gregorio Urrutia

Ancamilla fue tomada prisionero y enviado a una "mazmorra con grillos" en Poblete. El fuerte de Cholchol comenzado a construirse en el 22 de noviembre y dio origen a la moderna ciudad de Cholchol. Las rucas de otros jefes rebeldes también fueron arrasadas.
Luis Marileo Colipí, quien supuestamente había atacado a Lumaco, fue despojado de las más de 6,000 hectáreas de tierras que poseía cerca de Purén y su hermano fue tomado prisionero y asesinado. Luis Marileo Colipí logró escapar a la Argentina. Poco se sabe sobre su paradero allí.